# Drosera browniana
Drosera browniana es una especie de planta perenne tuberosa perteneciente al género de plantas carnívoras Drosera, endémica de Australia Occidental.

## Descripción
Forma una roseta de 3 a 4 cm de diámetro. Es una especie común en una zona desde Mount Holland a Hatters Hill a lo largo del cinturón de piedra verde al noroeste de Esperance. Crece en suelos de zonas húmedas cerca de los afloramientos de granito. Florece entre agosto y septiembre. Se considera que está relacionada con D. bulbosa. 

## Taxonomía
Drosera browniana fue formalmente descrita por primera vez por Allen Lowrie y N.G.Marchant en 1992 y publicado en Nuytsia 8(3): 323. 1992.
Etimología
Drosera: tanto su nombre científico –derivado del griego δρόσος (drosos): "rocío, gotas de rocío"– como el nombre vulgar –rocío del sol, que deriva del latín ros solis: "rocío del sol"– hacen referencia a las brillantes gotas de mucílago que aparecen en el extremo de cada hoja, y que recuerdan al rocío de la mañana.
browniana: epíteto nombrado en honor a Andrew Brown, quien descubrió la primera población de esta especie.